# 克内瑟拉勒
克内瑟拉勒（荷蘭語：Knesselare，荷蘭語發音：[ˈknɛsəlaːrə]）是比利时东佛兰德省的一个城镇和旧市镇。克内瑟拉勒原为一独立市镇，2019年1月1日，克内瑟拉勒并入市镇阿尔特。

## 历史
1977年，市镇于瑟尔并入克内瑟拉勒。2019年1月1日，克内瑟拉勒并入市镇阿尔特，1977年合并前的各市镇成为了阿尔特的片区。